# Lucien Rué
Lucien Rué, né le 16 avril 1918 à Champagney, est un footballeur français.

## Biographie
Il évolue à la fin des années 1930 à l’US Belfort, un des principaux clubs de football amateur du championnat de Bourgogne – Franche Comté. 
En 1941 il rejoint le FC Sochaux-Montbéliard. Comme les autres joueurs professionnels du club sochalien, il porte les couleurs de l'équipe fédérale Nancy-Lorraine en 1943-1944, équipe avec laquelle il remporte la Coupe de France de football 1943-1944, à la suite de quoi il arrête sa carrière professionnelle.

## Carrière de joueur
- FC Sochaux-Montbéliard
  - 1943-1944 :  Équipe fédérale Nancy-Lorraine

## Palmarès
- Vainqueur de la Coupe de France 1944 avec l'équipe fédérale Nancy-Lorraine